# Marie Martinod
Marie Martinod (Bourg-Saint-Maurice, 20 juli 1984) is een Franse freestyleskiester, ze is gespecialiseerd op het onderdeel halfpipe. Martinod vertegenwoordigde haar vaderland op de Olympische Winterspelen 2014 in Sotsji en op de Olympische Winterspelen 2018 in Pyeongchang.

## Carrière
Bij haar wereldbekerdebuut, op 22 november 2003 in Saas Fee, boekte Martinod direct haar eerste wereldbekerzege. In het seizoen 2003/2004 won de Française alle wereldbekerwedstrijden en het wereldbekerklassement op het onderdeel halfpipe.
In januari 2013 maakte Martinod na negen jaar afwezigheid haar rentree in het wereldbekercircuit. Op de wereldkampioenschappen freestyleskiën 2013 in Voss eindigde ze op de vijfde plaats in de halfpipe. In Aspen sleepte de Française de bronzen medaille in de wacht op het onderdeel tijdens de Winter X Games XVIII. Tijdens de Olympische Winterspelen van 2014 in Sotsji veroverde Martinod de zilveren medaille op het onderdeel halfpipe.
In de Spaanse Sierra Nevada nam ze deel aan de wereldkampioenschappen freestyleskiën 2017. Op dit toernooi behaalde ze de zilveren medaille in de halfpipe. In het seizoen 2016/2017 won de Française voor de tweede maal in haar carrière het halfpipe wereldbekerklassement. Tijdens de Olympische Winterspelen van 2018 in Pyeongchang veroverde ze opnieuw de zilveren medaille in de halfpipe. Na afloop van het seizoen 2017/2018 beëindigde Martinod haar carrière.

## Resultaten

### Olympische Spelen
| Jaar | Plaats      | Resultaten |
| ---- | ----------- | ---------- |
| 2014 | Sotsji      | Halfpipe   |
| 2018 | Pyeongchang | Halfpipe   |

### Wereldkampioenschappen
| Jaar | Plaats        | Resultaten  |
| ---- | ------------- | ----------- |
| 2013 | Voss          | 5e Halfpipe |
| 2017 | Sierra Nevada | Halfpipe    |

### Wereldbeker
Eindklasseringen
| Seizoen   | Algm   | HP   |
| --------- | ------ | ---- |
| 2003/2004 | Zilver | Goud |
| 2012/2013 | 68e    | 13e  |
| 2013/2014 | 65e    | 12e  |
| 2014/2015 | 43e    | 6e   |
| 2015/2016 | 44e    | 6e   |
| 2016/2017 | Brons  | Goud |
| 2017/2018 | 19e    | 5e   |

Wereldbekerzeges
| Datum            | Plaats                  | Onderdeel |
| ---------------- | ----------------------- | --------- |
| 22 november 2003 | Saas Fee                | Halfpipe  |
| 8 maart 2004     | Les Contamines-Montjoie | Halfpipe  |
| 13 maart 2004    | Bardonecchia            | Halfpipe  |
| 17 december 2016 | Copper Mountain         | Halfpipe  |
| 3 februari 2017  | Mammoth Mountain        | Halfpipe  |
| 18 februari 2017 | Pyeongchang             | Halfpipe  |
| 8 december 2017  | Copper Mountain         | Halfpipe  |